# Eduardo Jackson Gorts
Eduardo Jackson Cortés (Cádiz, 1826 - Pozuelo de Alarcón, 1890), es un actor y autor teatral español. 
Hijo de un marino londinense establecido en la colonia inglesa de Cádiz, comenzó a actuar con su segundo apellido ante la negativa paterna. Tras alcanzar el éxito, se congració con su padre y empleó ambos apellidos. Como dramaturgo cultivó el teatro por horas, con o sin música. Padre del también autor teatral José Jackson Veyan, con quien escribió algunas obras. Algunas de sus principales obras son: ¡Quién fuera libre! (1884) con música de Ángel Rubio y Casimiro Espino, Toros de puntas (1885) en colaboración con su hijo y con partitura de Isidoro Hernández, Los baturros (1888) con música de Manuel Nieto Matán y ¡Viva mi niña! (1889) con música de Ángel Rubio.